# Hesychotypa punctata
Hesychotypa punctata är en skalbaggsart som beskrevs av Martins 1979. Hesychotypa punctata ingår i släktet Hesychotypa och familjen långhorningar. Inga underarter finns listade i Catalogue of Life.